# Eisa Zarepour

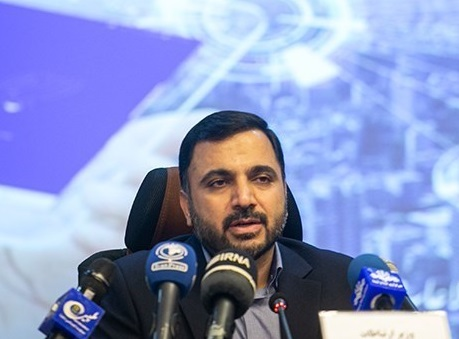
Eisa Zarepour

Eisa Zarepour (persisch: عیسی زارع پور) (* 1980 in Islamabad-e-gharb, Kermānschāh) ist ein iranischer Politiker. Seit dem 25. August 2021 ist er Minister für Informations- und Kommunikationstechnologie in der Regierung Ebrahim Raisi.

## Biografie
Eisa Zarepour studierte an der Razi-Universität  in Kermānschāh mit einem Bachelor-Abschluss in Computertechnik sowie an der Scharif Universität für Technologie in Teheran mit einem Master-Abschluss in Computer-Softwaretechnik. Er promovierte an der School of Computer Science and Engineering der University of New South Wales, Australien.

## In der neunten und zehnten Regierung
Im Alter von 26 Jahren, während der Präsidentschaft von Mahmud Ahmadineschad, wurde er zum Leiter des Zentrums für die Entwicklung von Informationstechnologien und digitalen Medien des Ministeriums für Kultur und islamische Führung ernannt, und im Jahr 2010 wurde er zum beispielhaften Direktor des Ministeriums für Kultur und islamische Führung gewählt. Er war auch Gastgeber des Nationalen Kulturnetzwerks. In dieser Eigenschaft organisierte er das Nationale Festival und die Ausstellung für digitale Medien. Zarepour sagte, dass dieses Zentrum als erste aktive Regierungsinstitution und politischer Entscheidungsträger im Bereich des Cyberspace angesehen werden kann. Das Zentrum ist auch für die Entwicklung von Informationstechnologie und elektronischen Diensten im Ministerium für Kultur und Islamische Führung zuständig.
Er hatte weitere Positionen in der neunten und zehnten Regierung inne und war Berater des Ministers für Kommunikation, des Gesundheitsministers und des stellvertretenden Ministers für Wissenschaft und Technologie. Zarepour war auch Mitglied der Nationalen Kommission für die UNESCO in der 10.

## Vollständige Ausbildung und Erklärungen
Nach seinem Ausscheiden aus der Regierung Ahmadinedschad ging Zarepour nach Australien, um einen Doktortitel in Computertechnik zu erwerben. Zarepour absolvierte außerdem zwei Postdoc-Stipendien für Computernetze der nächsten Generation an der University of New South Wales in Australien und der Scharif-Universität für Technologie in Teheran und war Dozent in der Abteilung für Computernetze der School of Computer Engineering der Scharif-Universität für Technologie seit 2017. Sein Studiengebiet sind Computernetzwerke der nächsten Generation und das Internet der Dinge. Der Titel von Zarepours Dissertation ist der Entwurf effizienter Protokolle für drahtlose Sensor-Nanotechnologie mit dem beliebten Betreuer Hassan. Zarepour hat Dutzende von wissenschaftlichen und Forschungsartikeln in englischer Sprache in internationalen Fachzeitschriften und Konferenzen veröffentlicht und hat mehrere internationale Wissenschafts- und Forschungspreise erhalten.
Zarepour ist seit 2017 Mitglied des Lehrkörpers der Fakultät für Computertechnik der Iran University of Science and Technology als Assistenzprofessor an der Fakultät für Computertechnik an der Universität für Wissenschaft und Technologie. Seine Forschungsbereiche sind aufstrebende Netzwerke, das Internet, tragbare Sensoren, Computernetzwerke und Datenbankdesign.
Bei einem Treffen mit dem Obersten Führer der Islamischen Republik Iran im September 2017 hob er Themen wie die Notwendigkeit einer Reform der Gesetze für wissensbasierte Unternehmen und die Notwendigkeit der Bekämpfung von Importen im Cyberspace durch gesunde und interne Produktion hervor. Zarepour selbst war Gastgeber der Zeremonie und betonte, dass alle Eliten des Landes „Pasdar“ seien.
Zarepour ist stellvertretendes Vorstandsmitglied der Clean Cyberspace Developers Association (FMP). Diese Organisation stellt sich als Nichtregierungsorganisation vor, die sich für eine weitreichende Filterung verschmutzter Orte und Gebiete für untere Altersgruppen einsetzt und der Nutzung, Verwendung und Förderung interner sozialer Netzwerke Vorrang einräumt, um die nationalen Ziele des Iran voranzubringen.

## Im Justizwesen
Seyed Ebrahim Raisi, der damalige Leiter des Justizwesens der Islamischen Republik Iran, ernannte Zarepour im Februar 2020 zum Leiter des Zentrums für Statistik und Informationstechnologie des Justizwesens. Eine weitere seiner Maßnahmen in diesem Zeitraum war die Einführung der App edalat hamrah. Das Wachstum und die Entwicklung anderer elektronischer Systeme der Judikative, die als eine der Errungenschaften von Ebrahim Raisi während seiner Präsidentschaft in diesem Bereich genannt wird, wurde ebenfalls vom Zarepour-Team durchgeführt.

## Minister für Informations und Kommunikationstechnologie
Am 11. August 2021 stellte Raisi Zarepour dem Parlament als vorgeschlagenen Minister für Informations- und Kommunikationstechnologie der 13. Regierung vor, und am 28. August 2021 erhielt er mit 256 Ja-Stimmen, 17 Nein-Stimmen und 10 Enthaltungen die Vertrauensabstimmung als Minister für Informations- und Kommunikationstechnologie.